# 一线天桥
一线天桥，是成昆铁路上的一座石拱桥。位于中国四川省雅安市汉源县永利彝族乡，全长63.14米，建成当时是中国国内跨径最大的铁路石拱桥。桥的两端分别为老昌沟隧道（成都方向）和长河坝隧道（昆明方向）。

## 概述
本桥位于大渡河畔，横跨老昌沟深谷，深谷沟深200余米，宽约50米，人置身沟底只得见到一线蓝天，是名以“一线天”。1966年7月开工，耗时99天即建成。在线路原计划中，本桥当为2孔混凝土梁桥，每梁长32米，中墩沉井深埋。但沟底卵石层厚达25米，为防止施工可能遭遇的困难以及缩短架梁时间，旋改为空腹式石拱桥，主拱跨54米，两端各有3个5米小拱。
原该桥仅有桥身，在成昆铁路电气化后，2002年开始，铁道部出资整治沿线病害，在本桥及附近白熊沟桥之上修建了棚洞，以防止山顶落石。
- 棚洞内可见旧“一线天桥”标示
- 老昌沟与一线天桥
- 从桥上眺望大渡河和245国道